# Goniadopsis incerta
Goniadopsis incerta är en ringmaskart som först beskrevs av Fauvel 1932.  Goniadopsis incerta ingår i släktet Goniadopsis och familjen Goniadidae. Inga underarter finns listade i Catalogue of Life.